# Aeroportul Municipal Chan Gurney
Aeroportul Municipal Chan Gurney (IATA: YKN, ICAO: KYKN, FAA LID: YKN) este un aeroport din Comitatul Yankton, Dakota de Sud, Dakota de Sud, Statele Unite ale Americii. Aeroportul a fost tranzitat în 2019 de 6 pasageri.
Situat la o altitudine de 121 m, aeroportul dispune de 2 piste. Este operat de Yankton⁠(d).

## Infrastructură

### Piste
Aeroportul dispune de 2 piste. Pista 1/19 are suprafața de asfalt și dimensiunile 3.380 picioare × 75 picioare. Pista 13/31 are suprafața de beton și dimensiunile 6.095 picioare × 100 picioare. 